# Carl Haussknecht

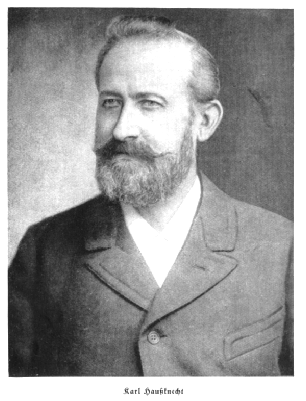
Heinrich Carl Haussknecht

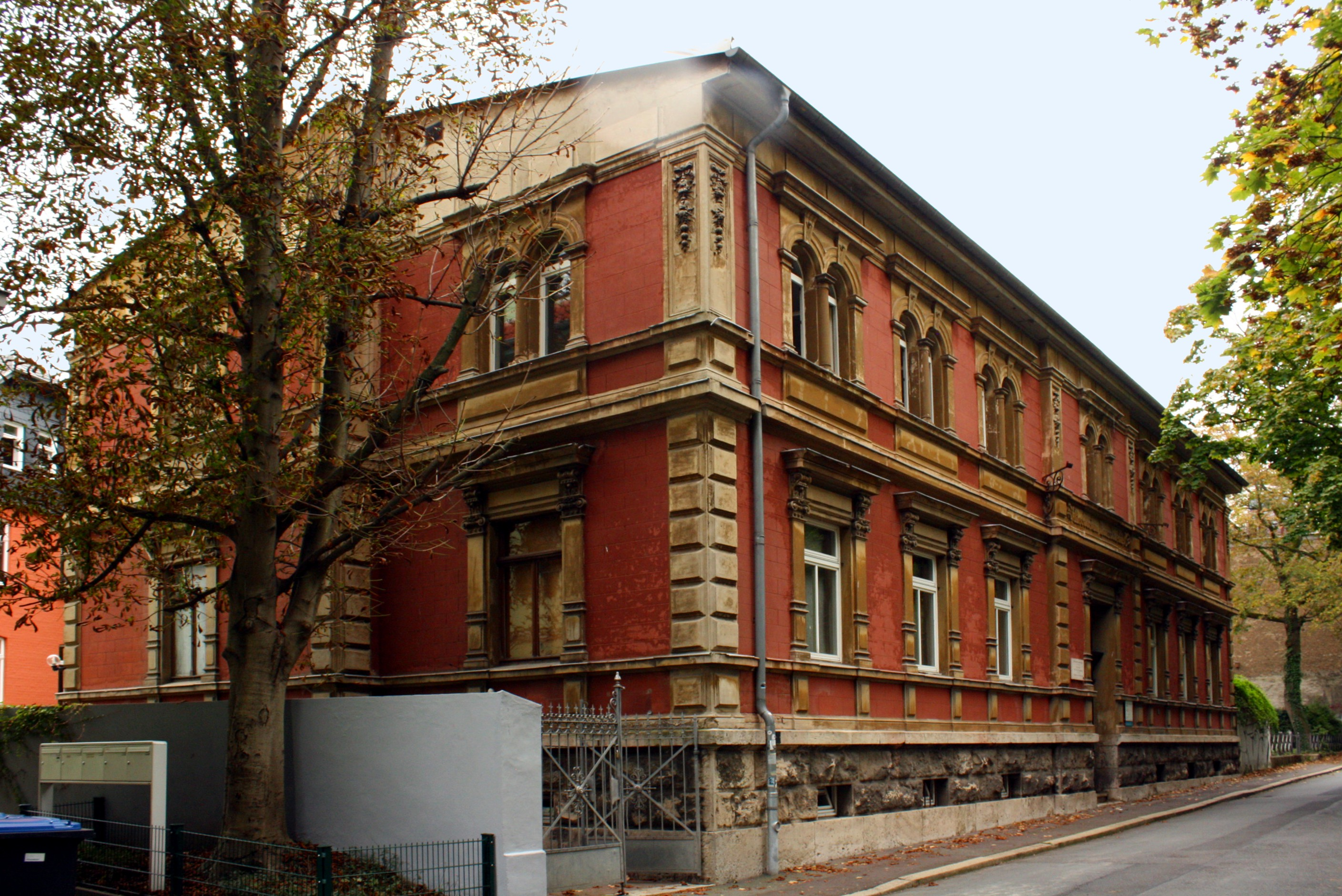
Herbarium Haussknecht

Heinrich Carl Haussknecht (* 30. November 1838 in Bennungen; † 7. Juli 1903 in Weimar) war ein deutscher Pharmazeut und Botaniker. Sein botanisches Autorenkürzel lautet „Hausskn.“.

## Leben
Haussknecht war als Apothekergehilfe seit 1857 in Bremgarten (Kanton Aargau) und Aigle (Kanton Waadt) tätig. Er befasste sich mit der Flora der Schweizer Alpen und lernte so Pierre Edmond Boissier kennen.
Haussknecht studierte an der Universität Breslau Botanik und Pharmazie. 1864 beendete er das Studium mit der Staatsprüfung. Anschließend führte er von 1864 bis 1869 eine Reise über Ostanatolien, Kurdistan und Luristan durch Persien und zum Persischen Golf. Er entdeckte und kartographierte Altertümer und legte botanische Sammlungen an.
1882 war er Mitbegründer des Thüringischen Botanischen Vereins. Er war korrespondierendes Mitglied des Thüringisch-Sächsischen Vereins für Erdkunde. 1885 bereiste er zusammen mit Theodor von Heldreich das nördliche Griechenland.
Am 18. Oktober 1896 gründete er das Herbarium Haussknecht, dessen Gründungsgebäude sich in der Karl-Haußknecht-Straße 7 in Weimar befindet. Das Herbarium Haussknecht war zunächst in Weimar beheimatet und ist heute Teil des Instituts für spezielle Botanik der Universität Jena.

## Ehrungen
Im Jahr 1889 wurde er zum Mitglied der Deutschen Akademie der Naturforscher Leopoldina gewählt.
Die Pflanzengattung Haussknechtia Boiss. in der Familie der Doldenblütler (Apiaceae) ist ebenso zu seinen Ehren benannt worden wie die Zeitschrift Haussknechtia, die als Publikationsorgan für Mitteilungen der Thüringischen Botanischen Gesellschaft dient.
In Weimar ist die Karl-Haußknecht-Straße nach ihm benannt worden.

## Schriften (Auswahl)
- Vorbericht über Prof. C. Haussknecht’s orientalische Reisen / nebst Erläuterungen von Prof. Dr. H. Kiepert. In: Zeitschrift der Gesellschaft für Erdkunde Bd. 17 (1882).
- Monographie der Gattung Epilobium. G. Fischer, Jena 1884.
- Über die Abstammung des Saathabers. In: Mitteilungen der Geographischen Gesellschaft für Thüringen zu Jena Bd. 3 (1885), S. 231–242.

Mittlerweile sind auch die handschriftlichen Tagebücher der Reisen, die Carl Haussknecht zwischen 1865 und 1869 in das Osmanische Reich und nach Persien führten, ediert:
- Christine Kämpfer, Stefan Knost, Kristin Victor u. a. (Hrsg.): Die Reisetagebücher des Botanikers Carl Haussknecht. Band 1: Osmanisches Reich, 1865–1867. University of Bamberg Press, Bamberg 2024. Link zum Digitalisat
- Christine Kämpfer, Stefan Knost, Kristin Victor u. a. (Hrsg.): Die Reisetagebücher des Botanikers Carl Haussknecht. Band 2: Persien, 1867–1869. University of Bamberg Press, Bamberg 2024. Link zum Digitalisat